# Central Evangelical Holiness Association
Central Evangelical Holiness Association (CEHA), var ett litet amerikanskt trossamfund bildat 1890 i New England av tio fristående lokala församlingar, alla mindre än fyra år gamla. 
En av dessa var the People's Evangelical Church i Providence, Rhode Island vars tidning - the Beulah Christian efter samgåendet 1890 blev ett organ för CEHA och senare även för the Association of Pentecostal Churches of America som CEHA 1896 gick upp i.
1892 ordinerade man Anna Hanscome till pastor i Malden, Massachusetts. Hon var den första kvinnliga pastorn i en församling inom den rörelse som idag kallas Nazaréens kyrka. 

## Fotnoter
1. ↑  ”Arkiverade kopian”. Arkiverad från originalet den 26 september 2007. https://web.archive.org/web/20070926224826/http://wesley.nnu.edu/wesleyan_theology/theojrnl/21-25/25-11.htm. Läst 19 maj 2007.
2. ↑  ”Arkiverade kopian”. Arkiverad från originalet den 29 september 2007. https://web.archive.org/web/20070929195958/http://www.whwomenclergy.org/articles/article65.php. Läst 19 maj 2007.